# Helena Costa
Helena Margarida dos Santos e Costa – nota solo come Helena Costa – (Alhandra, 15 aprile 1978) è una dirigente sportiva e allenatrice di calcio portoghese, direttrice sportiva dell'Estoril Praia.

## Carriera
Inizia la carriera nel settore giovanile del Benfica, per poi diventare anche osservatore del Leixões. Contestualmente alla sua presenza nei ranghi del Benfica, nella stagione 2005-2006 è nello staff tecnico alla guida del 1° Dezembro, squadra femminile, quindi dal 2008 al 2010 fa l'osservatore del Celtic. Nella stagione 2008-2009 è invece anche assistente della squadra femminile dell'Odivelas.
Dal 2010 al 2014 allena prima la Nazionale femminile del Qatar, quindi quella dell'Iran. Per la stagione 2014-2015 viene scelta come allenatore del Clermont, squadra maschile della Ligue 2 francese, dimettendosi dall'incarico dopo poco più di un mese, ancor prima di iniziare la preparazione di inizio stagione.